# 门迪亚
门迪亚处于印度卡纳塔克邦的南部。总人口131211（2001年）。位在迈索尔、班加罗尔兩大城市之間的铁路线上。附近主要農作物為甘蔗，使曼迪亞成為卡纳塔克邦最大的制糖业中心，此外有還咖啡、腰果的工製造業。

## 人口
该地2001年总人口131211人，其中男性66630人，女性64581人；0—6岁人口13869人，其中男7044人，女6825人；识字率72.75%，其中男性为77.45%，女性为67.90%。